# (10022) Zubov
(10022) Zubov es un asteroide perteneciente al cinturón de asteroides descubierto por Nikolái Stepánovich Chernyj el 22 de septiembre de 1979 desde el Observatorio Astrofísico de Crimea, en Naúchni.

## Designación y nombre
Zubov recibió al principio la designación de 1979 SU2.
Más adelante, en 2001, se nombró en honor del matemático soviético Vladímir Zúbov (1930-2000).

## Características orbitales
Zubov está situado a una distancia media del Sol de 2,369 ua, pudiendo alejarse hasta 2,682 ua y acercarse hasta 2,055 ua. Tiene una excentricidad de 0,1323 y una inclinación orbital de 5,393 grados. Emplea en completar una órbita alrededor del Sol 1331 días. El movimiento de Zubov sobre el fondo estelar es de 0,2704 grados por día.

## Características físicas
La magnitud absoluta de Zubov es 13,7 y el periodo de rotación de 4,564 horas.